# Schubbige kopergroenzwam
De schubbige kopergroenzwam (Stropharia squamulosa) is een schimmel behorend tot de familie Strophariaceae. Hij groeit op houtsnippers op kleigrond.

## Kenmerken

### Uiterlijke kenmerken
De hoed heeft een diameter van 30 tot 110 mm. Het velum is overvloedig aanwezig. De lamellen zijn gemiddeld aflopend met het grootste steel dicht bij de steel. Ze zijn eerst bleek grijsbruin en worden later donker roodbruin.

### Microscopische kenmerken
De basidiosporen meten 8-11 × 4-6 µm, het Q-getal is 1,6-2,0 en Q-avg is 1,8. De basidia zijn 4-sporig met gespen. De lamelrand is steriel. Cheilocystidia meten 20-43 × 6-14 µm met sterk gele inhoud.

## Verspreiding
De schubbige kopergroenzwam is een Europese soort. In Nederland komt hij uiterst zeldzaam voor.